# (163) Erigone
(163) Erigone – planetoida z pasa głównego asteroid.

## Odkrycie
Została odkryta 26 kwietnia 1876 w Tuluzie przez Josepha Perrotina. Nazwa planetoidy pochodzi od Erigone, postaci z mitologii greckiej.

## Orbita
(163) Erigone okrąża Słońce w ciągu 3 lat i 235 dni w średniej odległości 2,37 j.a. Od tej planetoidy wzięła nazwę rodzina planetoidy Erigone.